# Kategoria e Parë 1950
La Kategoria e Parë 1950 fu la 13ª edizione della massima serie campionato albanese di calcio disputato tra il 26 febbraio e il 9 luglio 1950 e concluso con la vittoria della Dinamo Tirana, al suo primo titolo.
Capocannoniere del torneo fu Refik Resmja (Partizani Tirana). Non è noto il numero di gol fatti.

## Formula
Alla competizione presero parte 12 squadre che disputarono un girone di andata di 11 partite al termine delle quali furono divise in due gruppi da 6: Nel girone di ritorno vennero giocati gli incontri contro le squadre appartenenti allo stesso gruppo per un totale quindi di 16 giornate (11 di andata e 5 di ritorno).
Vennero retrocesse in Kategoria e Dytë lo Spartaku Pogradec e il Lezha.
Il KS Besa Kavajë cambiò nome in

## Squadre
| Squadra             | Città    | Stadio | Stagione 1949      |
| ------------------- | -------- | ------ | ------------------ |
| Shkodra             | Scutari  |        | 2°                 |
| Korça               | Coriza   |        | 6°                 |
| Durrësi             | Durazzo  |        | 3°                 |
| Tirana              | Tirana   |        | 4°                 |
| Elbasani            | Elbasan  |        | 7°                 |
| Spartak Pogradeci   | Pogradec |        | Kategoria e Dytë   |
| KF Partizani Tirana | Tirana   |        | Campione d'Albania |
| Fieri               | Fier     |        | 8°                 |
| Kavaja              | Kavajë   |        | 5°                 |
| Dinamo Tirana       | Tirana   |        | Kategoria e Dytë   |
| Lezha               | Alessio  |        | Kategoria e Dytë   |
| Vlora               | Valona   |        | Kategoria e Dytë   |

## Classifica

### Prima fase
|  | Pos. | Squadra           | Pt | G  | V  | N | P  | GF | GS | DR  |
|  | ---- | ----------------- | -- | -- | -- | - | -- | -- | -- | --- |
|  | 1.   | Dinamo            | 20 | 11 | 10 | 0 | 1  | 40 | 4  | +36 |
|  | 2.   | Partizani         | 20 | 11 | 10 | 0 | 1  | 57 | 7  | +50 |
|  | 3.   | Shkodra           | 17 | 11 | 8  | 1 | 2  | 35 | 8  | +27 |
|  | 4.   | Kavaja            | 13 | 11 | 5  | 3 | 3  | 17 | 13 | +4  |
|  | 5.   | Lezha             | 11 | 11 | 4  | 3 | 4  | 16 | 14 | +2  |
|  | 6.   | Vlora             | 11 | 11 | 4  | 3 | 4  | 16 | 22 | -6  |
|  | 7.   | Korça             | 10 | 11 | 4  | 2 | 5  | 17 | 24 | -7  |
|  | 8.   | Durrësi           | 10 | 11 | 4  | 2 | 5  | 15 | 23 | -8  |
|  | 9.   | Elbasani          | 8  | 11 | 3  | 2 | 6  | 10 | 22 | -12 |
|  | 10.  | Tirana            | 6  | 11 | 2  | 2 | 7  | 16 | 21 | -5  |
|  | 11.  | Fieri             | 6  | 11 | 3  | 0 | 8  | 16 | 33 | -17 |
|  | 12.  | Spartak Pogradeci | 0  | 11 | 0  | 0 | 11 | 6  | 70 | -64 |

Legenda:

      Ammesso ai play-off
Note:

Due punti a vittoria, uno a pareggio, zero a sconfitta.

### Play-off
|                    | Pos. | Squadra   | Pt | G  | V  | N | P | GF | GS | DR  |
| ------------------ | ---- | --------- | -- | -- | -- | - | - | -- | -- | --- |
| Albania (bandiera) | 1.   | Dinamo    | 29 | 16 | 14 | 1 | 1 | 60 | 6  | +64 |
|                    | 2.   | Partizani | 29 | 16 | 14 | 1 | 1 | 77 | 10 | +67 |
|                    | 3.   | Shkodra   | 23 | 16 | 11 | 1 | 4 | 45 | 18 | +27 |
|                    | 4.   | Kavaja    | 15 | 16 | 6  | 3 | 7 | 21 | 32 | -11 |
|                    | 5.   | Lezha     | 13 | 16 | 5  | 3 | 8 | 20 | 26 | -6  |
|                    | 6.   | Vlora     | 13 | 16 | 5  | 3 | 8 | 20 | 38 | -16 |

### Play-out
|  | Pos. | Squadra           | Pt | G  | V | N | P  | GF | GS | DR  |
|  | ---- | ----------------- | -- | -- | - | - | -- | -- | -- | --- |
|  | 7.   | Korça             | 19 | 16 | 8 | 3 | 5  | 31 | 24 | +13 |
|  | 8.   | Durrësi           | 15 | 16 | 6 | 3 | 7  | 24 | 31 | -7  |
|  | 9.   | Tirana            | 14 | 16 | 6 | 2 | 8  | 24 | 34 | -10 |
|  | 10.  | Elbasani          | 3  | 16 | 5 | 3 | 8  | 18 | 28 | -10 |
|  | 11.  | Fieri             | 9  | 16 | 4 | 1 | 11 | 25 | 45 | -20 |
|  | 12.  | Spartak Pogradeci | 0  | 16 | 0 | 0 | 16 | 6  | 99 | -93 |

Legenda:

      Campione d'Albania
      Retrocesso in Kategoria e Dytë
Note:

Due punti a vittoria, uno a pareggio, zero a sconfitta.

## Verdetti
- Campione: Dinamo Tirana
- Retrocessa in Kategoria e Dytë:Spartak Pogradeci, Lezha